# Powiat Ōsumi (Kagoshima)
Powiat Ōsumi (jap. 大隅郡 Ōsumi-gun) – dawny powiat w Japonii, w prefekturze Kagoshima.

## Historia
Powiat Ōsumi był częścią prowincji Ōsumi. W pierwszym roku okresu Meiji na terenie powiatu znajdowały się 43 wioski. 9 maja 1887 roku powiat został podzielony na dwa mniejsze – powiat Kitaōsumi i powiat Minamiōsumi, i tym samym został rozwiązany.